# Alexis Petrovitch de Russie
 (mai 2021).
Si vous disposez d'ouvrages ou d'articles de référence ou si vous connaissez des sites web de qualité traitant du thème abordé ici, merci de compléter l'article en donnant les références utiles à sa vérifiabilité et en les liant à la section « Notes et références ».
Pour les articles homonymes, voir Alexis de Russie.
Alexis Pétrovitch Romanov (28 février 1690 - 26 juin 1718) est le fils aîné du tsar Pierre Ier de Russie et de sa première femme Eudoxie Lopoukhine.

## Jeunesse
Alexis vit ses premières années dans une atmosphère de monastère avec prières et conversations à voix basse. Son père est souvent absent et sa mère, dévote et opposée aux politiques de réformes, s'entoure de nombreux boyards conservateurs, tous souhaitant remettre en cause les réformes de Pierre le Grand. Le précepteur qu'elle lui choisit, Nicéphore Viazemski, lui enseigne la soumission au clergé et la haine des étrangers.
En 1699, Eudoxie, soupçonnée d'avoir intrigué dans la dernière révolte des streltsy, est emprisonnée au monastère de Souzdal. 
Arraché à sa mère à l'âge de 9 ans, Alexis est confié aux soins de sa tante paternelle Nathalie Alexeïevna. Alexandre Menchikov, l'un des plus proches collaborateurs du tsar, devient grand-maître de la cour du jeune prince mais s'occupe peu de son éducation. 
La grande guerre du Nord contre la Suède fait alors rage. Pierre Ier vient rarement lui rendre visite. Alexis s'entoure alors des anciens amis de sa mère, notamment Viazemski, écarté par Pierre. 
Pour les boyards, Alexis devient vite le nouveau symbole de l'opposition aux réformes de son père. Il leur assure qu'il y mettra fin lorsqu'il deviendra tsar. Pierre s'avise un peu tard de l'évolution de son fils et l'envoie parfaire son éducation en Saxe, à Dresde, mais le tsarévitch déteste son séjour à l'étranger.

## Mariage et fuite

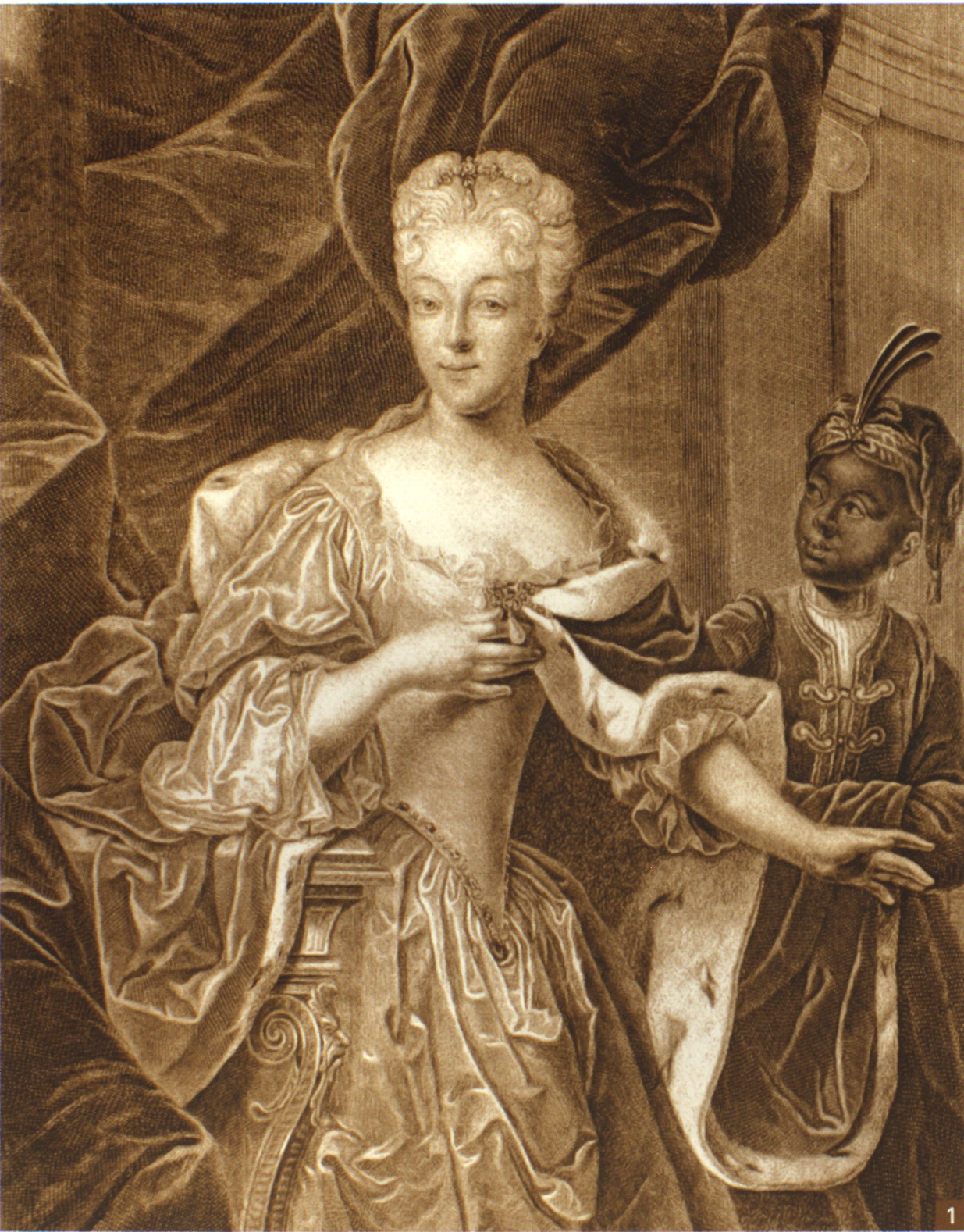
Charlotte-Christine de Brunswick-Wolfenbüttel, épouse du tsarévitch Alexis.

Nommé gouverneur de Moscou en 1708, le jeune prince s'est vite désintéressé de sa fonction, ce qui déplut au tsar.
Le 25 octobre 1711, Pierre, qui tente de nouer des liens avec l'Autriche, le marie à Charlotte-Christine de Brunswick-Wolfenbüttel, belle-sœur de l'empereur Charles VI. 
Malheureusement, Alexis a son épouse en horreur, tant à cause de sa religion luthérienne que de son aspect physique peu engageant. Toujours révolté, il bat régulièrement sa femme et engage une relation avec sa servante finnoise, Euphrosine. Il a cependant deux enfants légitimes, Natalia (le 23 juillet 1714) et le futur Pierre II (le 23 octobre 1715). Sa femme meurt une semaine après ce second accouchement. Certains témoins affirment qu'Alexis l'a rouée de coups de pied pendant qu'elle était enceinte. Elle avait 21  ans.
Pierre le Grand n'apprécie pas les choix politiques de son fils. Il lui écrit souvent et le menace des pires sanctions s'il continue à s'opposer à sa politique (et à lui) et ne se soumet pas à son bon vouloir et à son autorité.
Dans une nouvelle lettre, datée d'août 1716, Pierre menace de le déshériter s'il ne se préoccupe pas plus de la gloire de l'empire. Il ne le laissera jamais dans ce cas lui succéder, écrit-il. Il lui conseille de renoncer au trône et de se faire moine s'il ne change pas ses idées politiques. Alexis prend peur. Le 7 octobre, il fuit Saint-Pétersbourg et se réfugie chez son beau-frère, Charles VI, emmenant avec lui sa maîtresse.
Furieux, Pierre tente de le faire revenir, utilisant toutes les ruses. Il lui envoie l'un de ses plus habiles diplomates, Pierre Tolstoï, qui lui donne sa parole qu'il obtiendra le pardon de son père s'il rentre tout de suite en Russie. Convaincu, le jeune prince revient à Saint-Pétersbourg en février 1718.

## Aveux et procès

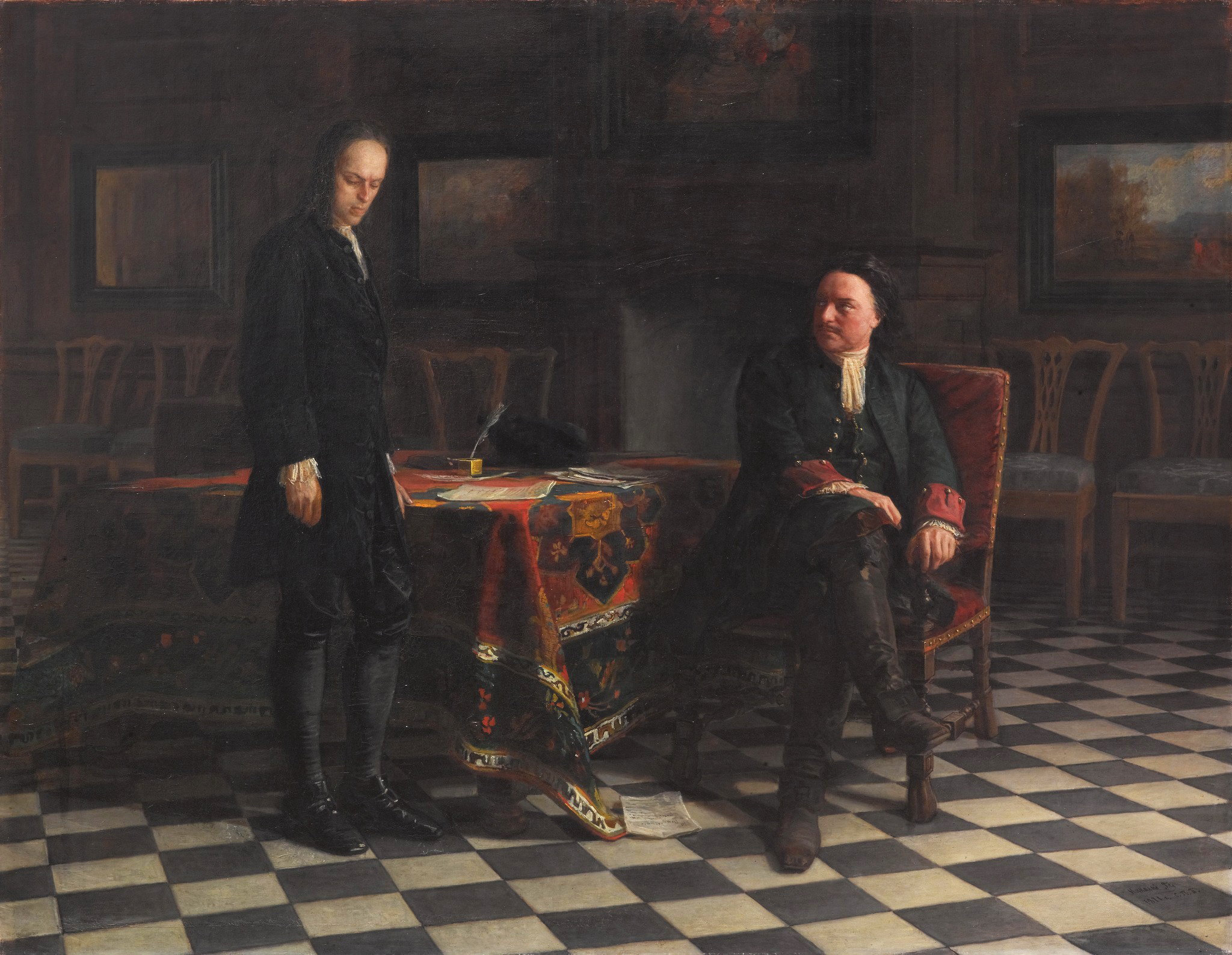
Pierre le Grand interrogeant le tsarévitch Alexis à Peterhof, Nikolaï Gay, 1871.

Sitôt revenu, le piège que son père lui avait tendu se referme sur lui. Il est enfermé à la forteresse Pierre-et-Paul. 
Pierre institue une commission d'enquête, présidée par Menchikov, son ami et ancien maître de la cour d'Alexis, afin de faire la lumière sur toute cette histoire. En fait, il veut établir par n'importe quel moyen la culpabilité de son fils afin de pouvoir le déshériter en toute légalité. Pour ce, le prince sera cravaché deux fois et finira par avouer ce que son père veut qu'il dise. 
Le  tsar le contraint à dénoncer ses complices. Il fait également parler Euphrosine, qui implique dans un complot de trahison tout le clan des Lopoukhine, dont Eudoxie, ex-épouse du tsar et mère d'Alexis, le capitaine Glébov (ancien amant d'Eudoxie), l'évêque de Kiev, cinquante religieuses et des centaines de boyards. Tous sont soupçonnés d'avoir voulu renverser Pierre pour mettre Alexis sur le trône. Celui-ci aurait alors annulé les réformes engagées par son père et aurait mené une politique plus traditionnelle, cléricale et nationaliste. 
Le 28 juin 1718, le procès d'Alexis débute. Au bout d'une semaine, le 7 juillet, le tsarévitch est  reconnu coupable de crime contre la sûreté de l'État et condamné à être fouetté jusqu'à ce que mort s'ensuive. En réalité, il est déjà mort des suites des tortures subies, ou assassiné selon l'avis de l'une des biographes de Pierre le Grand. 
Afin de masquer les faits, un document diplomatique énoncera que le tsarévitch de 28 ans est mort après avoir confessé ses fautes et obtenu la grâce de son père.